# Nadkanale
Nadkanale – przysiółek wsi Zamość w Polsce, położony w województwie kujawsko-pomorskim, w powiecie nakielskim, w gminie Szubin, nad Kanałem Górnonoteckim. Przysiółek jest sołectwem.
W latach 1975–1998 przysiółek należał administracyjnie do województwa bydgoskiego.